# Morin khuur
Le morin khuur (mongol : ᠮᠥᠷᠢᠨ
ᠺᠦᠦᠷ, VPMC : morin quur, cyrillique : морин хуур, MNS : morin khuur) est un instrument à cordes mongol. Le nom du morin khuur en mongol ancien est morin-u toloɣai tai quɣur et en cyrillique khalkh : морины толгойтой хуур ; translittération : moriny tolgoitoi khuur, ce qui signifie « vièle à tête de cheval ».
Il est surtout utilisé à l'est de la Mongolie, la partie ouest utilise plutôt l'igil, à plus petite caisse de résonance.
Il produit un son qui est décrit comme chaleureux et sans contrainte, tout comme le cheval mongol sauvage qui hennit, ou comme une brise dans les prairies. C’est l’instrument musical le plus important du peuple mongol, et il est considéré comme un symbole de la nation mongole.
Le morin khuur est l’un des chefs-d’œuvre du Patrimoine oral et immatériel de l’humanité identifiés par l’UNESCO.
Une légende sur l’origine du morin khuur est qu’un berger nommé Kuku Namjil reçut le don d’un poney magique ailé, qu’il montait la nuit pour voler et rejoindre sa bien-aimée. Une femme jalouse fit couper les ailes du cheval, de sorte qu’il tomba du ciel et mourut. Le berger, dans son deuil, utilisa les os de son défunt cheval pour faire un violon orné d’une tête de cheval, qu’il utilisa pour jouer des chansons émouvantes sur la vie de son cheval.
Une autre légende attribue l’invention du morin khuur à un garçon nommé Sukhe (ou Suho). Après qu’un méchant seigneur tua le cheval blanc affectionné de l’enfant, l’esprit du cheval apparut à Sukhe dans un rêve pour lui demander de faire un instrument de son corps, pour qu’ils puissent encore tous les deux être ensemble. Ainsi, le premier morin khuur fut assemblé, avec un manche en os de cheval, des cordes en crin, et avec une peau de cheval recouvrant sa caisse de résonance en bois, et une tête de cheval sculptée au bout du manche.

## Lutherie

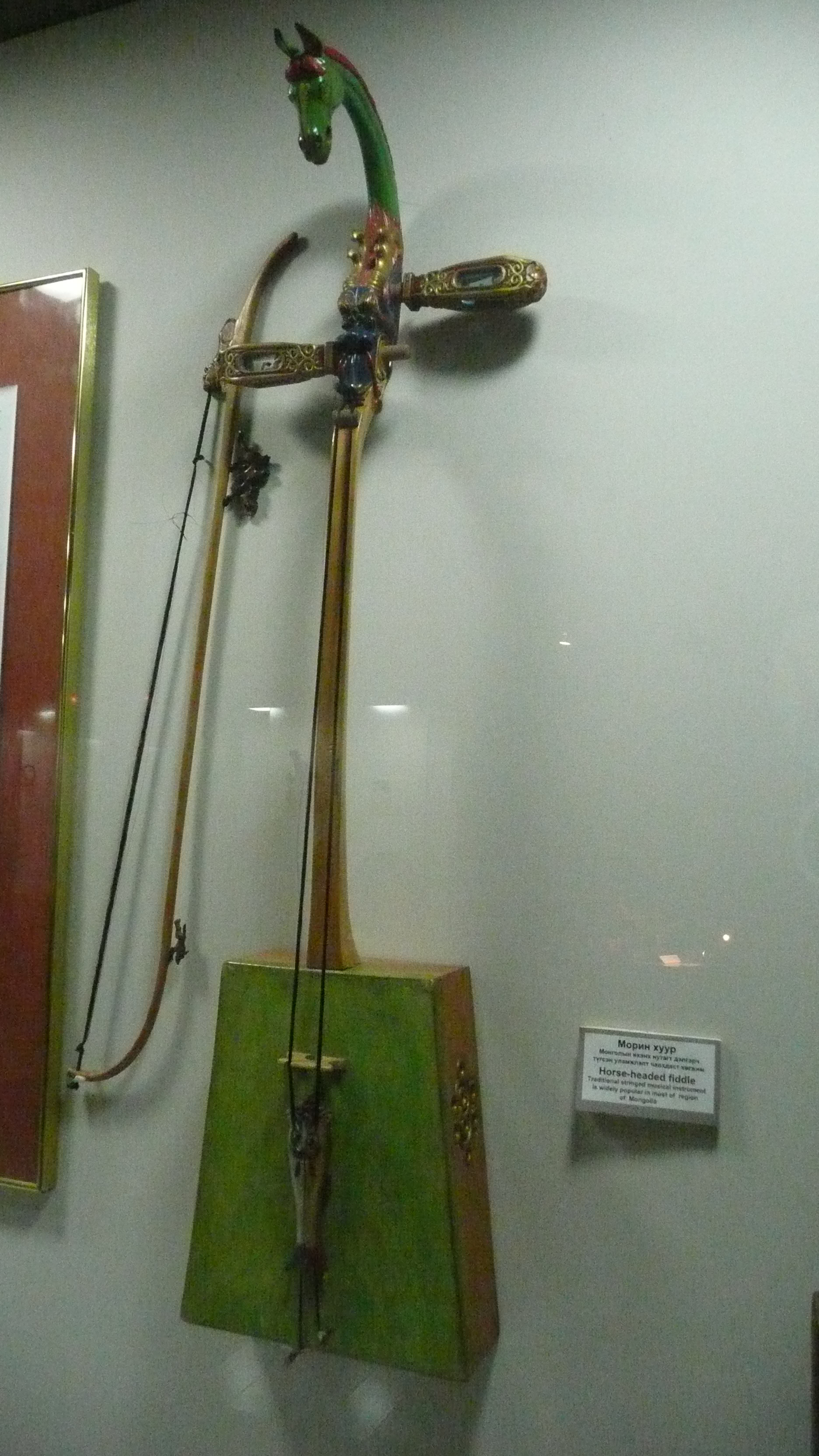
Morin khuur au musée d'Oulan-Bator.

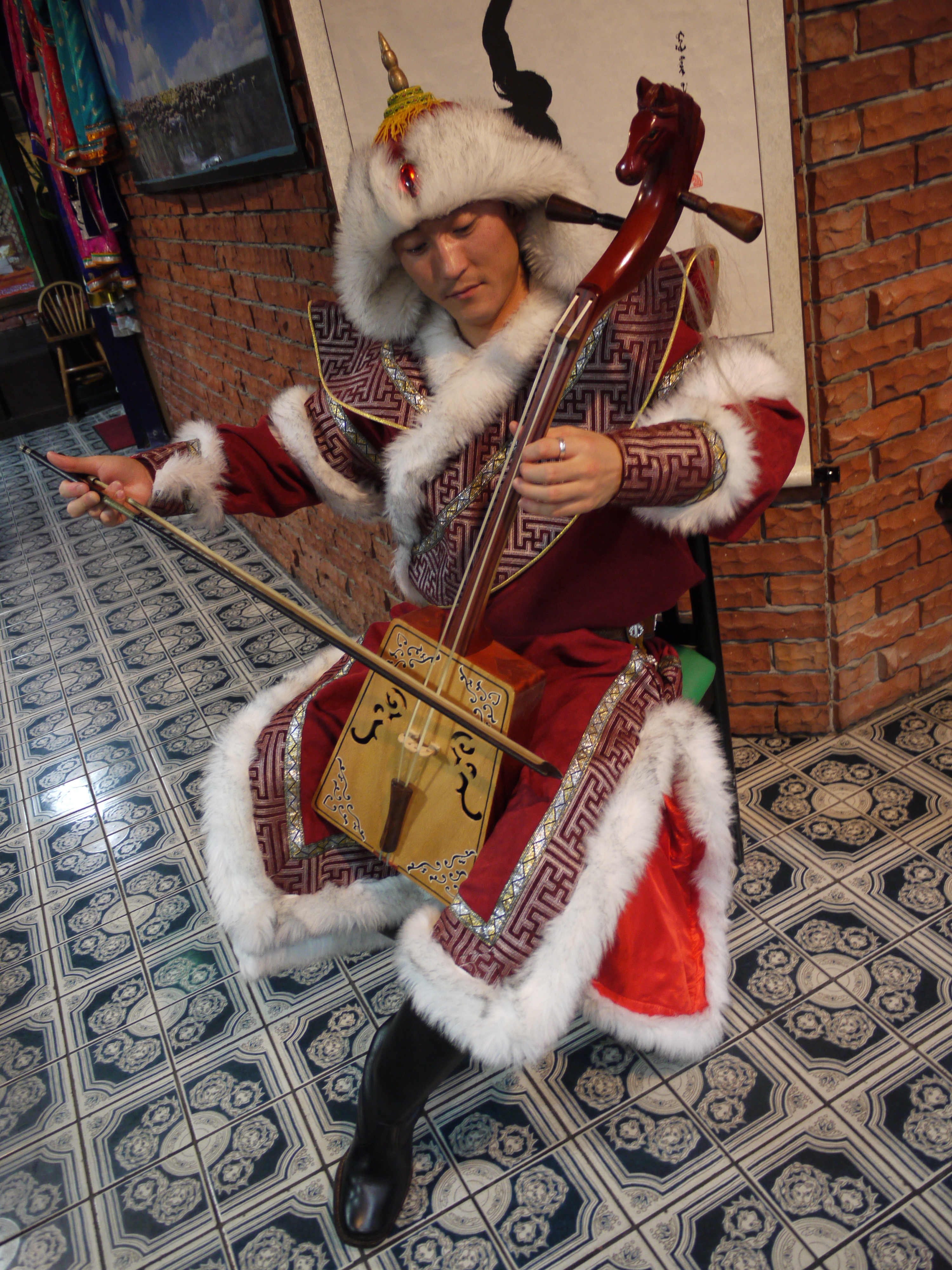
Musicien au morin khuur de Mongolie-Intérieure.

Le morin khuur varie en forme selon la région. Les instruments de Mongolie sont généralement plus larges et possèdent donc plus de volume que les petits instruments de la Mongolie-Intérieure.
L’instrument se compose d’une caisse de résonance trapézoïdale avec une ossature en bois sur laquelle sont attachées deux cordes faites des poils de queue de cheval, et qui sont fixées au bout d’un long manche qui est toujours sculpté en forme de tête de cheval. Le cadre est recouvert de peau de chameau, de chèvre ou de mouton, avec une petite ouverture vers l’arrière.
La plus grande des deux cordes (la corde mâle) contient 130 poils de la queue d’un étalon, tandis que la corde féminine en contient 105 de la queue d’une jument. Traditionnellement, les cordes sont accordées en quinte mais dans la musique moderne, elles sont plus souvent accordées en quarte.
Des crins de cheval recouverts de résine de larix ou de cèdre sont lâchement enfilés sur l’archet,

## Utilisation pour la guérison animale par les éleveurs de Gobi

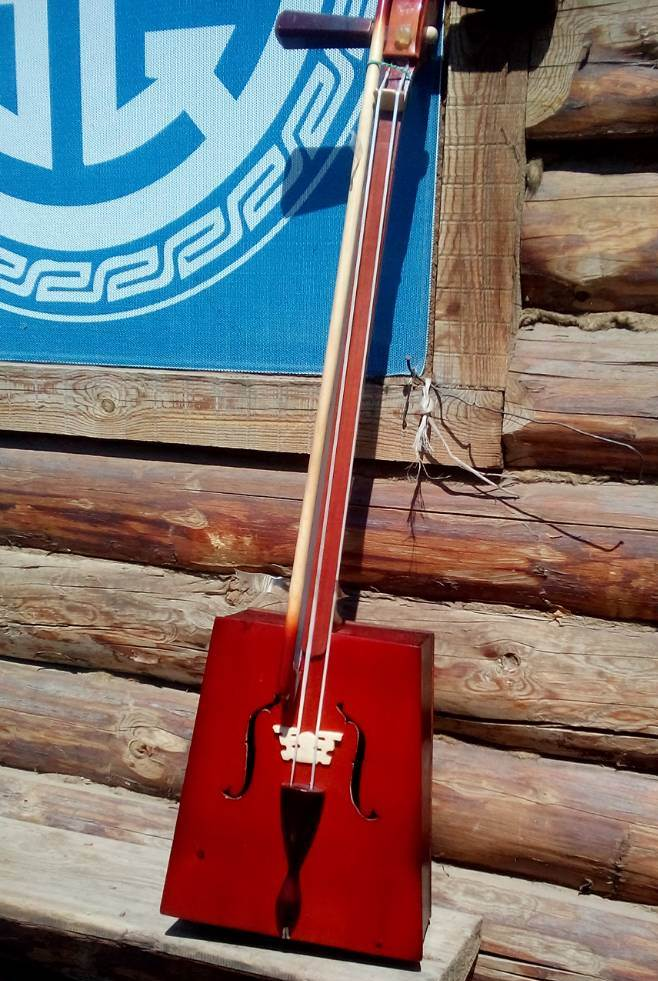
Morin khuur dans l'un des villages bouriate du district de Zakamensky en Bouriatie.

En dehors de la musique, le Morin Khuur est aussi utilisé par les éleveurs mongols du désert de Gobi. Quand une chamelle donne naissance à un chamelon, elle rejette parfois son petit en raison de diverses situations de stress naturel. Les éleveurs jouent alors un type de mélodie appelé Khoosloh pour apaiser la mère et l'inciter à ré-adopter le chamelon. Cette  pratique de ré-adoption des animaux est largement utilisée dans diverses civilisations nomades à travers le monde, mais les éleveurs de Gobi la pratiquent seulement avec le morin khuur.
Dans d'autres cas, si la chamelle meurt après avoir donné naissance, le Khoosloh et d'autres mélodies du morin khuur permettent à une autre chamelle d'adopter le chamelon. La pratique est bien documentée dans le documentaire Ingen Egshig, réalisé par J. Badraa en 1986. L'Histoire du chameau qui pleure a également été réalisée sur le même sujet en 2003 par Byambasuren Davaa et a été nommée en 2005 pour l'Oscar du meilleur documentaire.

## Jeu
Il se tient avec la caisse de résonance sur les genoux du musicien, ou entre les jambes. L’archet se tient par-dessous la main droite. Cette tenue permet à la main de varier la tension des crins, permettant un contrôle très fin du timbre de l’instrument.